# John Cheke

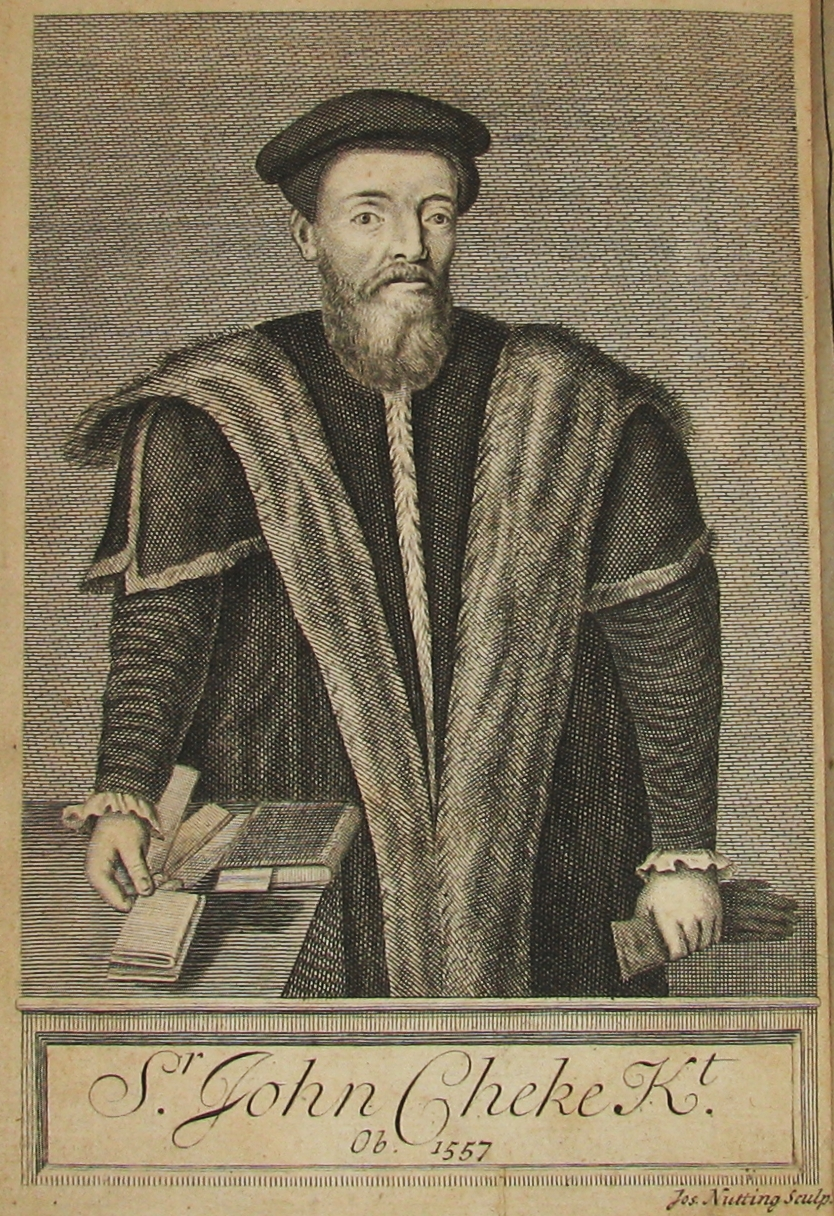
John Cheke

Sir John Cheke (* 16. Juni 1514 in Cambridge; † 13. September 1557 in London) war ein englischer Gelehrter (Altphilologe) und Staatsmann.
Sein Vater war Pedell (Bedel) der University of Cambridge. Cheke studierte am St John’s College in Cambridge, dessen Fellow er 1529 wurde. Noch während des Studiums trat er zum Protestantismus über, was ihm die Protektion des Königs Heinrich VIII. brachte. 1540 wurde er der erste Regius Professor für Griechisch. Zu seinen Schülern in Cambridge zählten William Cecil, 1. Baron Burghley, der die Schwester Mary von Cheke heiratete, und Roger Ascham. Mit seinem Freund Thomas Smith galt er als einer der führenden Altphilologen Englands, auch wenn ihr Versuch der Reformation der Aussprache des Altgriechischen damals noch auf heftigen Widerstand stieß. Wie auch Smith befasste er sich auch mit der Aussprache des Englischen, wo er sich gegen fremdsprachige Einflüsse wandte.
1544 wurde er Tutor des späteren Königs Edward VI. Auch nach dessen Thronbesteigung war er dessen Lehrer.
1548 wurde er Provost des King’s College in Cambridge. 1551 wurde er geadelt. Er war 1547 und 1552/53 Mitglied des Parlaments und wurde 1553 Staatssekretär und Mitglied des königlichen Privy Council. Als Gefolgsmann von John Dudley, 1. Duke of Northumberland, der England während der Herrschaft von Edward VI. praktisch regierte, aber nach dessen Tod hingerichtet wurde, da er Lady Jane Grey auf dem Thron etablieren wollte, geriet auch Cheke nach Queen Marys Thronbesteigung 1553 in Ungnade, wurde im Juli 1553 in den Tower geworfen und sein Vermögen wurde eingezogen. Während der neuntägigen Regierung von Jane Grey war er ihr Staatssekretär gewesen. Im September 1554 wurde er entlassen und durfte ins Ausland reisen. Er ging nach Basel, Padua (wo er Griechisch-Vorlesungen hielt) und Straßburg, wo er als Griechischlehrer arbeitete. Als er 1556 seine Frau in Brüssel traf, wurde er auf dem Weg zurück nach Antwerpen auf Befehl des spanischen Königs verhaftet und nach England ausgeliefert, wo er wieder im Tower landete. Unter der Androhung, lebendig verbrannt zu werden, kehrte er wieder zum katholischen Glauben zurück und wurde entlassen. Danach war er ein gebrochener Mann und starb bald darauf in London.
1547 heiratete er Mary, die Tochter von Richard Hill, Kellermeister bei Heinrich VIII. Mit ihr hatte er drei Söhne.
1543 gab er das erste vollständig in Altgriechisch gedruckte Buch in England heraus (die Homilien von Johannes Chrysostomos). Seine Übersetzung des Matthäusevangeliums von 1550 erschien 1843. Ein Buch über Kriegsmaschinen (De Apparatu Bellico) erschien in Basel 1554 (mit einer Widmung an Heinrich VIII. von 1544) und ein Buch über die Aussprache des Griechischen in Basel 1555.